# Carvacrol
Carvacrol, o cimofenol, C6H3CH3(OH)(C3H7),  es un fenol monoterpenoide. Tiene sabor picante y produce el aroma del orégano.

## Presencia en la naturaleza
El carvacrol se encuentra en aceites esenciales como los de orégano y tomillo (5% y 75%) y otros.

## Propiedades
El carvacrol inhibe el crecimiento de diversas cepas de bacterias por ejemplo Escherichia coli y Bacillus cereus.  Se utiliza de aditivo alimentario para prevenir la contaminación bacteriana. Daña la membrana celular e inhibe la proliferación de Pseudomonas aeruginosa.

## Lista de plantas que lo contienen
- Monarda didyma[8]
- Nigella sativa[9]
- Origanum compactum[10]
- Origanum dictamnus[11]
- Origanum microphyllum[12]
- Origanum onites[13],[14]
- Origanum scabrum[12]
- Origanum vulgare[15][16]
- Thymus glandulosus[10]
- PLECTRANTHUS AMBOINICUS Los ensayos fitoquímicos de esta planta detectaron la presencia de flavonoides, taninos, o grupos aminos, esteroides triterpénicos y aceites esenciales, siendo el carvacrol el predominante con un 43,1 %.[17]